# 哈尼什群岛

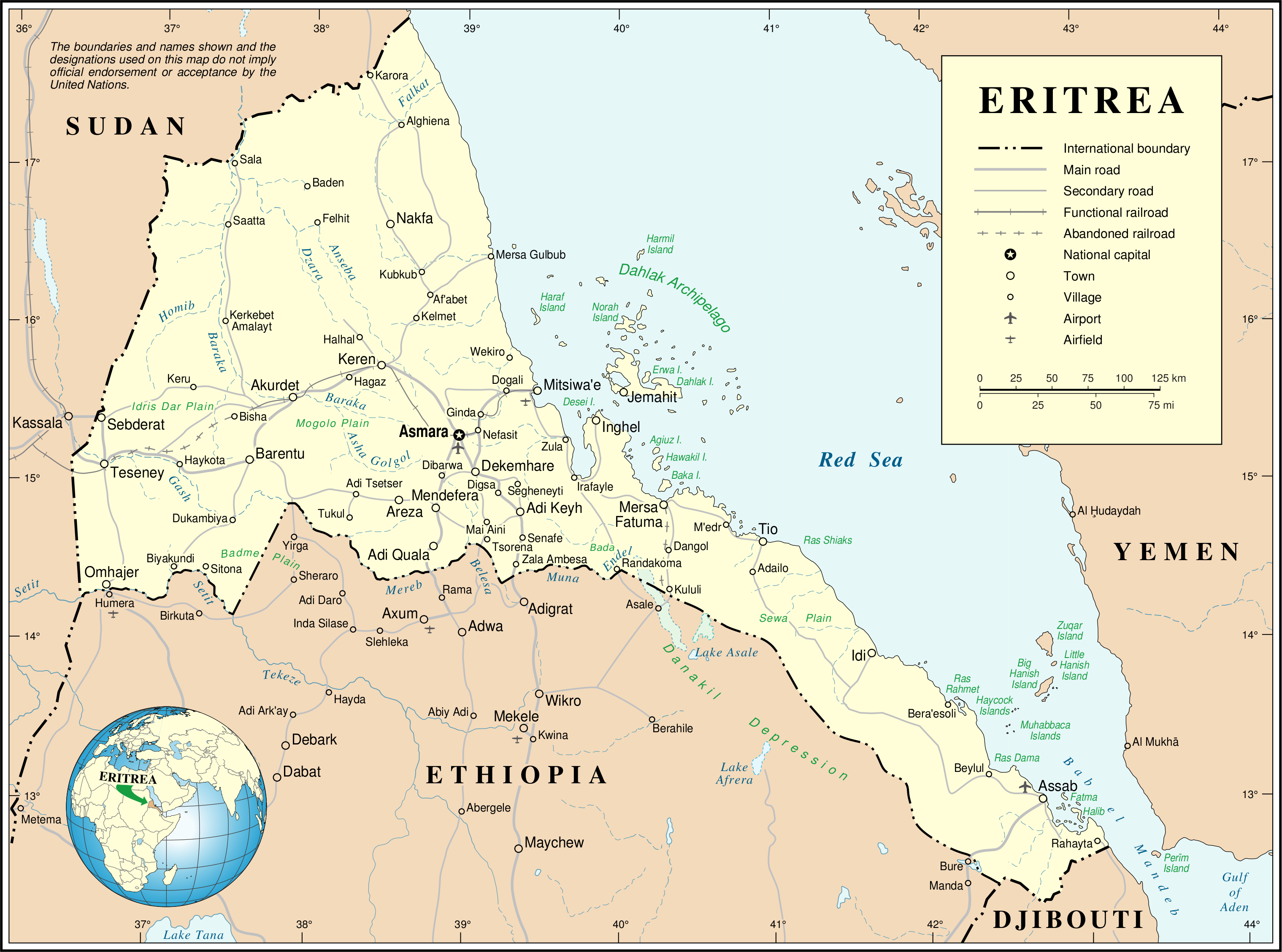
哈尼什群島

哈尼什群岛（阿拉伯语：‎），是也门在红海中拥有的一组岛屿。1998年，厄立特里亚对该群岛提出领土要求，同也门发生争端。1999年，双方将争端提交常设仲裁法院，根据仲裁结果，也门获得了该群岛的主权，而厄里特尼亚则获得了主岛大哈尼什岛西南方的几个小岛。